# Українська мрія
«Українська мрія» — українська поштова марка із зображенням найбільшого та найпотужнішого у світі літака Ан-225 «Мрія». Її введено в обіг 28 червня 2022 року. Тираж — 3 млн екземплярів. До поштової марки також випущено конверт «Перший день», немаркований художній конверт, та листівку.

## Історія
«Українська мрія» — третя марка, яку «Укрпошта» ввела в обіг в умовах воєнного стану. Основою ескізів поштової марки, листівки, конвертів та штемпелів став малюнок одинадцятирічної Софії Кравчук із Волині — призерки Всеукраїнського конкурсу малюнків та фотографій «Що для мене Україна?», що відбувся 2021 року в рамках відзначення 30-річчя Незалежності України. На малюнку прикрашений рожевими квітами український літак Ан-225 «Мрія» летить до зірок. 

Софійка Кравчук про створення марки:
На малюнку, який ми створили на конкурс буквально за два заняття, є дівчинка Марія, що летить на жар-птиці, розкинувши руки, наче крила. Вона, ніби птах, торкається неба, а поруч з нею - літак - її друг. У нього є посмішка і очі. Він наче живий.  
Оксана Михайлівна Кравчук, мама дівчинки, про створення марки: 
Нам подзвонили і сказали, що ми перемогли в конкурсі від «Укрпошти». Цей дзвінок ще був перед Новим роком, планувалося, що ілюстрацію доньки візьмуть на конверт. Я зраділа, перемогли - то й добре. А коли почалася війна, зруйнували «Мрію», воно стало ще більш символічно. І зважаючи на популярність останніх марок, в «Укрпошті» вирішили зробити ще й таку марку та листівки.  

Під час повітряної атаки російських військ на аеропорт в Гостомелі, що під Києвом, легендарний літак було зруйновано.
Погашення поштової марки «Українська мрія» штемпелями «Перший день» відбулося 28 червня, на День Конституції України, у Києві та Гостомелі. Спеціальними поштовими штемпелями — у всіх філіях «Укрпошти». 
«Наш літак Ан-225 «Мрія» облетів увесь світ! Скрізь цього могутнього велетня з України зустрічали сотні, тисячі людей. Приміром, в Австралії поблизу аеропорту прибуття зібралося 15 тисяч глядачів. Втім, відвідати кожну країну, кожне місто нашої планети українська «Мрія» так і не встигла — її варварськи знищили російські окупанти. І допоки ДП «Антонов» відбудовуватиме цей унікальний літак, гордість і символ нашого народу, «Мрія» мандруватиме світом — на марці», — зазначив в. о. генерального директора ДП «Антонов» Євген Гаврилов на урочистій церемонії спецпогашення у Києві.

## Опис
«Українська мрія» — перша поштова марка з номіналом U, що відповідає 12,00 грн. Номінал U замінив собою номінал V, який раніше друкувався на українських марках, а нині літера вважається символом агресора.

### Українська мрія
| —                        |                   |
| ------------------------ | ----------------- |
| Дата випуску             | 28 червня 2022 р. |
| Номер за каталогом       | №1988             |
| Формат марки             | 33х30 мм          |
| Формат маркового аркуша  | 88х110 мм         |
| Кількість марок в аркуші | 6 (2х3)           |
| Тираж марки              | 3 000 000         |
| Номінал марки            | U                 |
| Спосіб друку             | офсет             |
| Автор                    | Софія Кравчук     |

## Поштові картка і конверт

Поштова картка «Українська мрія»
Поштовий конверт «Українська мрія»